# Lotna (opowiadanie)
Lotna – opowiadanie Wojciecha Żukrowskiego, którego akcja rozgrywa się podczas kampanii wrześniowej w 1939 roku. Tytułowym bohaterem utworu jest klacz arabska, która trafia w ręce Rotmistrza i od tego momentu staje się przedmiotem pożądania jego towarzyszy. Lotna przynosi nieszczęście właścicielowi, ale siła pożądania jest silniejsza, niż strach.
Opowiadanie zostało wydane w Twórczości nr 2/1945, a następnie w zbiorze opowiadań Z kraju milczenia w 1946. Stało się następnie podstawą scenariusza do filmu pod tym samym tytułem wyreżyserowanego przez Andrzeja Wajdę z 1959 r. W 1969 roku, już po sukcesie filmu, opowiadanie zostało wydane pojedynczo w wersji książkowej.